# Benson Idahosa University
Die Benson Idahosa University ist eine private christliche Universität in Benin City, Nigeria.
Sie wurde nach dem ersten pfingstlerischen Erzbischof Nigerias Benson Idahosa (1938–1998) benannt, der seinen Amtssitz in Benin City hatte. Die Universität ist dem evangelistischen Kodex verpflichtet, wie ihn Benson Idahosa zeit seines Lebens gepredigt hat. Ihr gegenwärtiger Präsident ist Reverend F.E.B. Idahosa, der Sohn des Bischofs, Pfarrer der ebenfalls von Benson Idahosa gegründeten Church of God Mission International.
2002 erfolgte die Zulassung als Universität durch die National Universities Commission. Im Jahr 2005 hatte sie insgesamt 1916 Studenten, 2007 waren es 2212 Studenten, und 2864 im Jahr 2017.
Für das Jahr 2011/2012 wurde der Universität die Vergabe von 1260 Studienplätzen quotiert.
Benson Idahosa University hat enge Bindungen mit der Oral Roberts University in Tulsa, Oklahoma, USA.